# USL Championship 2024
La temporada 2024 del USL Championship fue la temporada número 14 del Campeonato de la USL y la octava temporada bajo la sanción de la División II. La temporada año 2024 tuvo 24 equipos quienes participaron en dos conferencias durante la temporada regular. La realineación de la conferencia hizo que Memphis 901 FC y FC Tulsa se una a la Conferencia Oeste, mientras que los equipos de expansión North Carolina FC y Rhode Island FC se unieron a la Conferencia Este. El equipo Colorado Springs Switchbacks fue el campeón de esta temporada. El campeonato comenzó el 9 de marzo de 2024 y finalizó el 23 de noviembre de 2024.

## Equipos

### Cambios a partir de 2023
Clubes de expansión
- North Carolina FC (Regresa al Campeonato de la USL procedente de la USL League One)[2]

- Rhode Island FC[3]

Clubes salientes
- San Diego Loyal SC[4]

- Rio Grande Valley FC Toros[5]

### Estadios y ubicaciones
| Equipo                         | Estadio                                        | Capacidad |
| ------------------------------ | ---------------------------------------------- | --------- |
| Birmingham Legión FC           | Protective Stadium                             | 47.000    |
| Charleston Battery             | Patriots Point Soccer Complex                  | 5.000     |
| Colorado Springs Switchback FC | Weidner Field                                  | 8.000     |
| Detroit City Fútbol Club       | Keyworth Stadium                               | 7.933     |
| FC Tulsa                       | ONEOK FIELD                                    | 7.833     |
| El Paso Locomotive FC          | Southwest University Park                      | 9.500     |
| Hartford Athletic              | Trinity Health Stadium                         | 5.500     |
| Indy Eleven                    | IU Michael A. Carroll Track & Soccer Stadium   | 10.524    |
| Las Vegas Lights Football Club | Cashman Field                                  | 9.334     |
| Loudoun United FC              | Segra Field                                    | 5.000     |
| Louisville City FC             | Lynn Family S                                  | 15.304    |
| Menfis 901 FC                  | AutoZone Park                                  | 10.000    |
| Miami FC                       | Estadio Ricardo Silva                          | 25.000    |
| Monterey Bay Football Club     | Cardinale Stadium                              | 6.000     |
| North Carolina FC              | Sahlen's Stadium at WakeMed Soccer Park        | 10.000    |
| Nuevo México Unido             | Río Grande Credit Union Field at Isotopes Park | 13.500    |
| Oakland Roots SC               | Pioneer Stadium                                | 5.000     |
| Orange County SC               | Championship Soccer Stadium                    | 5.000     |
| Fénix Rising FC                | Phoenix Rising Soccer Stadium                  | 10.000    |
| Pittsburgh Riverhounds SC      | Highmark Stadium                               | 5.000     |
| Sacramento República FC        | Heart Health Park                              | 11.569    |
| San Antonio FC                 | Toyota Field                                   | 8.296     |
| Tampa Bay Rowdies (2008)       | Estadio Al Lang                                | 7.227     |

### Personal y patrocinios
| Equipo                          | Entrenador       | Capitán           | Marca         | Patrocinador                                     |
| ------------------------------- | ---------------- | ----------------- | ------------- | ------------------------------------------------ |
| Birmingham Legion FC            | Tom Soehn        | Phanuel Kavita    | Nike          | Coca-Cola                                        |
| Charleston Battery              | Ben Pirmann      | Leland Archer     | Hummel        | Volvo                                            |
| Colorado Springs Switchbacks FC | Stephen Hogan    | Matt Mahoney      | Capelli Sport | Centura Health                                   |
| Detroit City FC                 | Danny Dichio     | Stephen Carroll   | Adidas        | Metro Detroit Area Chevrolet Dealers             |
| El Paso Locomotive FC           | Brian Clarhaut   | Eric Calvillo     | Adidas        | Southwest University at El Paso                  |
| FC Tulsa                        | Blair Gavin      | Bradley Bourgeois | Puma          | Williams                                         |
| Hartford Athletic               | Brendan Burke    | Jordan Scarlett   | Hummel        | Trinity Health of New England                    |
| Indy Eleven                     | Mark Lowry       | Tyler Gibson      | Puma          | Honda                                            |
| Las Vegas Lights FC             | Isidro Sánchez   | Charlie Adams     | Meyba         | LiUNA!                                           |
| Loudoun United FC               | Ryan Martin      | Zach Ryan         | Adidas        | Betfred USA                                      |
| Louisville City FC              | Danny Cruz       | Kyle Adams        | Adidas        | GE Appliances                                    |
| Memphis 901 FC                  | Stephen Glass    | Akeem Ward        | Puma          | Terminix                                         |
| Miami FC                        | Antonio Nocerino | Nicolás Cardona   | Macron        | Helbiz                                           |
| Monterey Bay FC                 | Frank Yallop     | Kai Greene        | Puma          | Montage Health                                   |
| New Mexico United               | Eric Quill       | Kalen Ryden       | Puma          | Meow Wolf (home) New Mexico True (away)          |
| North Carolina FC               | John Bradford    | Daniel Navarro    | Adidas        | WakeMed                                          |
| Oakland Roots SC                | Noah Delgado     | Neveal Hackshaw   | Meyba         | Elevance Health                                  |
| Orange County SC                | Morten Karlsen   | Markus Nakkim     | Adidas        | Hoag                                             |
| Phoenix Rising FC               | Juan Guerra      | Renzo Zambrano    | Adidas        | Carvana                                          |
| Pittsburgh Riverhounds SC       | Bob Lilley       | Kenardo Forbes    | Adidas        | Allegheny Health Network (home) 84 Lumber (away) |
| Rhode Island FC                 | Khano Smith      | Koke Vegas        | Capelli Sport | BreezeAirways                                    |
| Sacramento Republic FC          | Mark Briggs      | Rodrigo López     | Nike          | UCDavis Health                                   |
| San Antonio FC                  | Alen Marcina     | Mitchell Taintor  | Puma          | Toyota                                           |
| Tampa Bay Rowdies               | Robbie Neilson   | Aarón Guillén     | Puma          | DEX Imaging                                      |

### Cambios gerenciales
| Equipo | Gerente saliente | Modo de salida | Fecha de la vacante | gerente entrante | Fecha de nombramiento |
| ------ | ---------------- | -------------- | ------------------- | ---------------- | --------------------- |

## Temporada regular

### Formato
El calendario tiene programado 34 partidos. Cada equipo jugará contra sus oponentes de la conferencia dos veces y jugará un juego cada uno con los equipos de la conferencia opuesta. Los 8 mejores equipos de cada conferencia llegarán a los playoffs.

### Conferencia Este
| Pos. | Equipo                 | Pts. | PJ | G  | E  | P  | GF | GC | Dif. | Clasificación 2024     |
| ---- | ---------------------- | ---- | -- | -- | -- | -- | -- | -- | ---- | ---------------------- |
| 1    | Louisville City FC     | 76   | 34 | 24 | 4  | 6  | 83 | 46 | +37  | Avanza a los Play offs |
| 2    | Charleston Battery     | 64   | 34 | 18 | 10 | 6  | 68 | 35 | +33  | Avanza a los Play offs |
| 3    | Detroit City FC        | 56   | 34 | 15 | 11 | 8  | 46 | 32 | +14  | Avanza a los Play offs |
| 4    | Indy Eleven            | 51   | 34 | 14 | 9  | 11 | 49 | 50 | −1   | Avanza a los Play offs |
| 5    | Rhode Island FC        | 51   | 34 | 12 | 15 | 7  | 56 | 41 | +15  | Avanza a los Play offs |
| 6    | Tampa Bay Rowdies      | 50   | 34 | 14 | 8  | 12 | 55 | 46 | +9   | Avanza a los Play offs |
| 7    | Pittsburgh Riverhounds | 48   | 34 | 12 | 12 | 10 | 41 | 28 | +13  | Avanza a los Play offs |
| 8    | North Carolina FC      | 48   | 34 | 13 | 9  | 12 | 54 | 43 | +11  | Avanza a los Play offs |
| 9    | Birmingham Legion FC   | 45   | 34 | 13 | 6  | 15 | 44 | 51 | −7   |                        |
| 10   | Hartford Athletic      | 44   | 34 | 12 | 8  | 14 | 39 | 52 | −13  |                        |
| 11   | Loudoun United FC      | 42   | 34 | 11 | 9  | 14 | 44 | 39 | +5   |                        |
| 12   | Miami FC               | 11   | 34 | 3  | 2  | 29 | 26 | 89 | −63  |                        |

 Fuente: USL Championship

### Conferencia Oeste
| Pos. | Equipo                       | Pts. | PJ | G  | E  | P  | GF | GC | Dif. | Clasificación 2024     |
| ---- | ---------------------------- | ---- | -- | -- | -- | -- | -- | -- | ---- | ---------------------- |
| 1    | New Mexico United            | 59   | 34 | 18 | 5  | 11 | 46 | 42 | +4   | Avanza a los Play offs |
| 2    | Colorado Springs Switchbacks | 52   | 34 | 15 | 7  | 12 | 48 | 40 | +8   | Avanza a los Play offs |
| 3    | Memphis 901 FC               | 51   | 34 | 14 | 9  | 11 | 52 | 41 | +11  | Avanza a los Play offs |
| 4    | Las Vegas Lights FC          | 50   | 34 | 13 | 11 | 10 | 49 | 46 | +3   | Avanza a los Play offs |
| 5    | Sacramento Republic FC       | 49   | 34 | 13 | 10 | 11 | 46 | 34 | +12  | Avanza a los Play offs |
| 6    | Orange County SC             | 46   | 34 | 13 | 7  | 14 | 38 | 45 | −7   | Avanza a los Play offs |
| 7    | Oakland Roots SC             | 44   | 34 | 13 | 5  | 16 | 37 | 57 | −20  | Avanza a los Play offs |
| 8    | Phoenix Rising FC            | 42   | 34 | 11 | 9  | 14 | 33 | 39 | −6   | Avanza a los Play offs |
| 9    | San Antonio FC               | 39   | 34 | 10 | 9  | 15 | 36 | 49 | −13  |                        |
| 10   | FC Tulsa                     | 38   | 34 | 9  | 11 | 14 | 33 | 48 | −15  |                        |
| 11   | Monterey Bay FC              | 34   | 34 | 8  | 10 | 16 | 29 | 44 | −15  |                        |
| 12   | El Paso Locomotive FC        | 32   | 34 | 8  | 8  | 18 | 27 | 46 | −19  |                        |

 Fuente: USL Championship

## Resultados
- Los horarios corresponden al huso horario de Estados Unidos: (Hora del Este, UTC-5 en horario estándar).

| Jornada 1              | Jornada 1 | Jornada 1                      | Jornada 1                                      | Jornada 1   | Jornada 1 | Jornada 1 |
| Local                  | Resultado | Visitante                      | Estadio                                        | Fecha       | Hora      |           |
| ---------------------- | --------- | ------------------------------ | ---------------------------------------------- | ----------- | --------- | --------- |
| Memphis 901 FC         | 2:1       | Las Vegas Lights Football Club | AutoZone Park                                  | 9 de marzo  | 18:00     |           |
| New Mexico United      | 1:0       | Pittsburgh Riverhounds SC      | Río Grande Credit Union Field at Isotopes Park | 9 de marzo  | 18:00     |           |
| Miami FC               | 2:0       | Colorado Springs Switchback FC | Estadio Ricardo Silva                          | 9 de marzo  | 21:00     |           |
| North Carolina FC      | 0:0       | Charleston Battery             | Sahlen's Stadium at WakeMed Soccer Park        | 9 de marzo  | 21:00     |           |
| San Antonio FC         | 2:2       | Loudoun United FC              | Toyota Field                                   | 9 de marzo  | 22:30     |           |
| El Paso Locomotive FC  | 0:1       | Hartford Athletic              | Southwest University Park                      | 9 de marzo  | 23:00     |           |
| Phoenix Rising FC      | 0:1       | Birmingham Legión FC           | Phoenix Rising Soccer Stadium                  | 9 de marzo  |           |           |
| Oakland Roots SC       | 2:1       | Indy Eleven                    | Pioneer Stadium                                | 10 de marzo | 12:00     |           |
| Sacramento Repúblic FC | 2:2       | Orange County SC               | Heart Health Park                              | 10 de marzo | 12:00     |           |

| Jornada 2                      | Jornada 2 | Jornada 2                  | Jornada 2                 | Jornada 2   | Jornada 2 | Jornada 2 |
| Local                          | Resultado | Visitante                  | Estadio                   | Fecha       | Hora      |           |
| ------------------------------ | --------- | -------------------------- | ------------------------- | ----------- | --------- | --------- |
| El Paso Locomotive FC          | 1:1       | Monterey Bay Football Club | Southwest University Park | 13 de marzo | 22:00     |           |
| El Paso Locomotive FC          | 0:1       | Louisville City FC         | Southwest University Park | 16 de marzo | 16:00     |           |
| Loudoun United FC              | 3:1       | North Carolina FC          | Segra Field               | 16 de marzo | 17:00     |           |
| Memphis 901 FC                 | 1:2       | Indy Eleven                | AutoZone Park             | 16 de marzo | 17:00     |           |
| Rhode Island FC                | 1:1       | New Mexico United          | Beirne Stadium            | 16 de marzo | 17:00     |           |
| Miami FC                       | 0:1       | Sacramento Repúblic FC     | Estadio Ricardo Silva     | 16 de marzo | 20:00     |           |
| Pittsburgh Riverhounds SC      | 0:2       | Orange County SC           | Highmark Stadium          | 16 de marzo | 20:00     |           |
| Tampa Bay Rowdies (2008)       | 2:2       | San Antonio FC             | Estadio Al Lang           | 16 de marzo | 20:30     |           |
| Colorado Springs Switchback FC | 1:2       | Detroit City Fútbol Club   | Weidner Field             | 16 de marzo | 21:00     |           |
| Las Vegas Lights Football Club | 1:3       | FC Tulsa                   | Cashman Field             | 16 de marzo | 21:00     |           |
| Monterey Bay Football Club     | 1:0       | Phoenix Rising FC          | Cardinale Stadium         | 16 de marzo | 23:00     |           |
| Oakland Roots SC               | 1:1       | Charleston Battery         | Pioneer Stadium           | 16 de marzo | 23:00     |           |

| Jornada 3                      | Jornada 3 | Jornada 3                      | Jornada 3                                    | Jornada 3   | Jornada 3 | Jornada 3 |
| Local                          | Resultado | Visitante                      | Estadio                                      | Fecha       | Hora      |           |
| ------------------------------ | --------- | ------------------------------ | -------------------------------------------- | ----------- | --------- | --------- |
| Hartford Athletic              | 1:0       | Birmingham Legión FC           | Trinity Health Stadium                       | 23 de marzo | 15:00     |           |
| Detroit City Fútbol Club       | 2:1       | Loudoun United FC              | Keyworth Stadium                             | 23 de marzo | 17:00     |           |
| Louisville City FC             | 3:1       | Pittsburgh Riverhounds SC      | Lynn Family Stadium                          | 23 de marzo | 17:00     |           |
| Indy Eleven                    | 1:1       | Sacramento Repúblic FC         | IU Michael A. Carroll Track & Soccer Stadium | 23 de marzo | 20:00     |           |
| North Carolina FC              | 1:1       | Tampa Bay Rowdies (2008)       | Sahlen's Stadium at WakeMed Soccer Park      | 23 de marzo | 20:00     |           |
| Charleston Battery             | 4:0       | New Mexico United              | Patriots Point Soccer Complex                | 23 de marzo | 20:30     |           |
| Las Vegas Lights Football Club | 1:0       | El Paso Locomotive FC          | Cashman Field                                | 23 de marzo | 21:00     |           |
| San Antonio FC                 | 2:0       | Colorado Springs Switchback FC | Toyota Field                                 | 23 de marzo | 21:30     |           |
| Orange County SC               | 2:2       | Miami FC                       | Championship Soccer Stadium                  | 23 de marzo | 21:30     |           |
| Phoenix Rising FC              | 1:0       | Oakland Roots SC               | Phoenix Rising Soccer Stadium                | 23 de marzo | 19:00     |           |
| Monterey Bay Football Club     | 2:2       | Rhode Island FC                | Cardinale Stadium                            | 24 de marzo | 19:00     |           |

| Jornada 4                | Jornada 4 | Jornada 4                      | Jornada 4                                    | Jornada 4   | Jornada 4 | Jornada 4 |
| Local                    | Resultado | Visitante                      | Estadio                                      | Fecha       | Hora      |           |
| ------------------------ | --------- | ------------------------------ | -------------------------------------------- | ----------- | --------- | --------- |
| North Carolina FC        | 2:1       | Hartford Athletic              | Sahlen's Stadium at WakeMed Soccer Park      | 29 de marzo | 20:00     |           |
| Louisville City FC       | 5:0       | Birmingham Legión FC           | Lynn Family Stadium                          | 30 de marzo | 17:00     |           |
| Indy Eleven              | 1:2       | Detroit City Fútbol Club       | IU Michael A. Carroll Track & Soccer Stadium | 30 de marzo | 20:00     |           |
| Miami FC                 | 1:2       | Charleston Battery             | Estadio Ricardo Silva                        | 30 de marzo | 20:00     |           |
| Tampa Bay Rowdies (2008) | 4:1       | Rhode Island FC                | Estadio Al Lang                              | 30 de marzo | 20:30     |           |
| San Antonio FC           | 2:1       | Monterey Bay Football Club     | Toyota Field                                 | 30 de marzo | 21:30     |           |
| Oakland Roots SC         | 0:3       | Las Vegas Lights Football Club | Pioneer Stadium                              | 30 de marzo | 23:00     |           |
| Orange County SC         | 1:0       | FC Tulsa                       | Championship Soccer Stadium                  | 30 de marzo | 23:00     |           |
| Sacramento Repúblic FC   | 1:0       | Memphis 901 FC                 | Heart Health Park                            | 30 de marzo | 23:00     |           |
| Phoenix Rising FC        | 0:1       | New Mexico United              | Phoenix Rising Soccer Stadium                | 30 de marzo | 23:30     |           |

| Jornada 5                      | Jornada 5 | Jornada 5                  | Jornada 5                                      | Jornada 5  | Jornada 5 | Jornada 5 |
| Local                          | Resultado | Visitante                  | Estadio                                        | Fecha      | Hora      |           |
| ------------------------------ | --------- | -------------------------- | ---------------------------------------------- | ---------- | --------- | --------- |
| FC Tulsa                       | 3:3       | Phoenix Rising FC          | ONEOK Field                                    | 5 de abril | 21:30     |           |
| Detroit City Fútbol Club       | 1:0       | North Carolina FC          | Keyworth Stadium                               | 6 de abril | 15:00     |           |
| Hartford Athletic              | 3:2       | Miami FC                   | Trinity Health Stadium                         | 6 de abril | 15:00     |           |
| Louisville City FC             | 5:3       | Indy Eleven                | Lynn Family Stadium                            | 6 de abril | 17:00     |           |
| Memphis 901 FC                 | 0:2       | Orange County SC           | AutoZone Park                                  | 6 de abril | 17:00     |           |
| Colorado Springs Switchback FC | 0:2       | Sacramento Repúblic FC     | Weidner Field                                  | 6 de abril | 20:00     |           |
| Pittsburgh Riverhounds SC      | 0:0       | Tampa Bay Rowdies (2008)   | Highmark Stadium                               | 6 de abril | 20:00     |           |
| Rhode Island FC                | 0:0       | Charleston Battery         | Beirne Stadium                                 | 6 de abril | 20:30     |           |
| New Mexico United              | 3:2       | El Paso Locomotive FC      | Río Grande Credit Union Field at Isotopes Park | 6 de abril | 21:00     |           |
| Oakland Roots SC               | 0:1       | Monterey Bay Football Club | Pioneer Stadium                                | 6 de abril | 22:00     |           |
| Las Vegas Lights Football Club | 1:0       | San Antonio FC             | Cashman Field                                  | 6 de abril | 22:30     |           |
| Birmingham Legión FC           | 3:1       | Loudoun United FC          | Protective Stadium                             | 7 de abril | 17:00     |           |

| Jornada 6                  | Jornada 6 | Jornada 6                      | Jornada 6                                    | Jornada 6   | Jornada 6 | Jornada 6 |
| Local                      | Resultado | Visitante                      | Estadio                                      | Fecha       | Hora      |           |
| -------------------------- | --------- | ------------------------------ | -------------------------------------------- | ----------- | --------- | --------- |
| Charleston Battery         | 3:2       | Louisville City FC             | Patriots Point Soccer Complex                | 9 de abril  | 17:00     |           |
| Miami FC                   | 2:5       | Tampa Bay Rowdies (2008)       | Estadio Ricardo Silva                        | 11 de abril | 19:00     |           |
| Loudoun United FC          | 2:1       | Memphis 901 FC                 | Segra Field                                  | 13 de abril | 16:00     |           |
| Indy Eleven                | 2:4       | Charleston Battery             | IU Michael A. Carroll Track & Soccer Stadium | 13 de abril | 19:00     |           |
| Rhode Island FC            | 0:0       | Pittsburgh Riverhounds SC      | Beirne Stadium                               | 13 de abril | 19:30     |           |
| San Antonio FC             | 0:0       | Orange County SC               | Toyota Field                                 | 13 de abril | 20:30     |           |
| El Paso Locomotive FC      | 2:3       | Oakland Roots SC               | Southwest University Park                    | 13 de abril | 21:00     |           |
| Monterey Bay Football Club | 3:1       | Las Vegas Lights Football Club | Cardinale Stadium                            | 13 de abril | 22:00     |           |
| Sacramento Repúblic FC     | 1:1       | FC Tulsa                       | Heart Health Park                            | 13 de abril | 22:00     |           |
| Phoenix Rising FC          | 1:0       | Colorado Springs Switchback FC | Phoenix Rising Soccer Stadium                | 13 de abril | 22:30     |           |
| North Carolina FC          | 1:1       | Birmingham Legión FC           | Sahlen's Stadium at WakeMed Soccer Park      | 14 de abril | 17:00     |           |

| Jornada 7                      | Jornada 7 | Jornada 7                  | Jornada 7                               | Jornada 7   | Jornada 7 | Jornada 7 |
| Local                          | Resultado | Visitante                  | Estadio                                 | Fecha       | Hora      |           |
| ------------------------------ | --------- | -------------------------- | --------------------------------------- | ----------- | --------- | --------- |
| Detroit City Fútbol Club       | 3:1       | Oakland Roots SC           | Keyworth Stadium                        | 20 de abril | 16:00     |           |
| Loudoun United FC              | 0:1       | Louisville City FC         | Segra Field                             | 20 de abril | 16:00     |           |
| Hartford Athletic              | 1:3       | San Antonio FC             | Trinity Health Stadium                  | 20 de abril | 17:00     |           |
| FC Tulsa                       | 1:4       | Charleston Battery         | ONEOK Field                             | 20 de abril | 18:00     |           |
| Miami FC                       | 0:1       | Birmingham Legión FC       | Estadio Ricardo Silva                   | 20 de abril | 19:00     |           |
| North Carolina FC              | 2:3       | New Mexico United          | Sahlen's Stadium at WakeMed Soccer Park | 20 de abril | 19:00     |           |
| Tampa Bay Rowdies (2008)       | 1:1       | El Paso Locomotive FC      | Estadio Al Lang                         | 20 de abril | 19:30     |           |
| Colorado Springs Switchback FC | 1:1       | Indy Eleven                | Weidner Field                           | 20 de abril | 20:00     |           |
| Las Vegas Lights Football Club | 1:2       | Rhode Island FC            | Cashman Field                           | 20 de abril | 20:00     |           |
| Memphis 901 FC                 | 1:2       | Monterey Bay Football Club | AutoZone Park                           | 20 de abril | 20:00     |           |
| Orange County SC               | 0:2       | Sacramento Repúblic FC     | Championship Soccer Stadium             | 20 de abril | 22:00     |           |
| Phoenix Rising FC              | 1:3       | Pittsburgh Riverhounds SC  | Phoenix Rising Soccer Stadium           | 20 de abril | 22:30     |           |

| Jornada 8                 | Jornada 8 | Jornada 8                      | Jornada 8                                    | Jornada 8   | Jornada 8 | Jornada 8 |
| Local                     | Resultado | Visitante                      | Estadio                                      | Fecha       | Hora      |           |
| ------------------------- | --------- | ------------------------------ | -------------------------------------------- | ----------- | --------- | --------- |
| Charleston Battery        | 1:3       | Phoenix Rising FC              | Patriots Point Soccer Complex                | 26 de abril | 19:30     |           |
| Indy Eleven               | 2:1       | North Carolina FC              | IU Michael A. Carroll Track & Soccer Stadium | 27 de abril | 16:00     |           |
| Miami FC                  | 2:1       | San Antonio FC                 | Estadio Ricardo Silva                        | 27 de abril | 19:00     |           |
| Pittsburgh Riverhounds SC | 2:0       | Detroit City Fútbol Club       | Highmark Stadium                             | 27 de abril | 19:00     |           |
| Birmingham Legión FC      | 0:3       | Memphis 901 FC                 | Protective Stadium                           | 27 de abril | 19:00     |           |
| Louisville City FC        | 6:0       | Hartford Athletic              | Lynn Family Stadium                          | 27 de abril | 19:30     |           |
| Tampa Bay Rowdies (2008)  | 3:0       | New Mexico United              | Estadio Al Lang                              | 27 de abril | 19:30     |           |
| El Paso Locomotive FC     | 0:1       | FC Tulsa                       | Southwest University Park                    | 27 de abril | 19:30     |           |
| Oakland Roots SC          | 0:2       | Colorado Springs Switchback FC | Pioneer Stadium                              | 27 de abril | 21:00     |           |
| Orange County SC          | 2:0       | Monterey Bay Football Club     | Championship Soccer Stadium                  | 27 de abril | 22:00     |           |
| Sacramento Repúblic FC    | 3:1       | Loudoun United FC              | Heart Health Park                            | 27 de abril | 22:00     |           |

| Jornada 9                      | Jornada 9 | Jornada 9                | Jornada 9                               | Jornada 9 | Jornada 9 | Jornada 9 |
| Local                          | Resultado | Visitante                | Estadio                                 | Fecha     | Hora      |           |
| ------------------------------ | --------- | ------------------------ | --------------------------------------- | --------- | --------- | --------- |
| Memphis 901 FC                 | 4:1       | Tampa Bay Rowdies (2008) | AutoZone Park                           | 4 de mayo | 16:00     |           |
| Charleston Battery             | 1:0       | Hartford Athletic        | Patriots Point Soccer Complex           | 4 de mayo | 18:30     |           |
| Loudoun United FC              | 0:0       | Detroit City Fútbol Club | Segra Field                             | 4 de mayo | 19:00     |           |
| North Carolina FC              | 0:0       | Rhode Island FC          | Sahlen's Stadium at WakeMed Soccer Park | 4 de mayo | 19:00     |           |
| Pittsburgh Riverhounds SC      | 1:0       | Miami FC                 | Highmark Stadium                        | 4 de mayo | 19:00     |           |
| Birmingham Legión FC           | 2:2       | FC Tulsa                 | Protective Stadium                      | 4 de mayo | 19:30     |           |
| San Antonio FC                 | 2:2       | Oakland Roots SC         | Toyota Field                            | 4 de mayo | 20:30     |           |
| Colorado Springs Switchback FC | 2:0       | El Paso Locomotive FC    | Weidner Field                           | 4 de mayo | 21:00     |           |
| Monterey Bay Football Club     | 0:1       | Indy Eleven              | Cardinale Stadium                       | 4 de mayo | 22:00     |           |
| Las Vegas Lights Football Club | 1:2       | New Mexico United        | Cashman Field                           | 4 de mayo | 22:30     |           |
| Phoenix Rising FC              | 1:1       | Sacramento Repúblic FC   | Phoenix Rising Soccer Stadium           | 4 de mayo | 22:30     |           |

| Jornada 10                 | Jornada 10 | Jornada 10                     | Jornada 10                                     | Jornada 10 | Jornada 10 | Jornada 10 |
| Local                      | Resultado  | Visitante                      | Estadio                                        | Fecha      | Hora       |            |
| -------------------------- | ---------- | ------------------------------ | ---------------------------------------------- | ---------- | ---------- | ---------- |
| Loudoun United FC          | 0:2        | El Paso Locomotive FC          | Segra Field                                    | 10 de mayo | 17:00      |            |
| Detroit City Fútbol Club   | 1:1        | Phoenix Rising FC              | Keyworth Stadium                               | 11 de mayo | 17:00      |            |
| Hartford Athletic          | 0:2        | Colorado Springs Switchback FC | Trinity Health Stadium                         | 11 de mayo | 19:00      |            |
| Louisville City FC         | 3:0        | Orange County SC               | Lynn Family Stadium                            | 11 de mayo | 19:30      |            |
| Rhode Island FC            | 2:2        | Sacramento Repúblic FC         | Beirne Stadium                                 | 11 de mayo | 19:30      |            |
| Tampa Bay Rowdies (2008)   | 0:1        | Birmingham Legión FC           | Estadio Al Lang                                | 11 de mayo | 19:30      |            |
| FC Tulsa                   | 2:2        | Pittsburgh Riverhounds SC      | ONEOK Field                                    | 11 de mayo | 20:30      |            |
| San Antonio FC             | 1:1        | Las Vegas Lights Football Club | Toyota Field                                   | 11 de mayo | 20:30      |            |
| New Mexico United          | 2:1        | Oakland Roots SC               | Río Grande Credit Union Field at Isotopes Park | 11 de mayo | 21:00      |            |
| Monterey Bay Football Club | 2:2        | Memphis 901 FC                 | Cardinale Stadium                              | 11 de mayo | 22:00      |            |
| Miami FC                   | 1:3        | Indy Eleven                    | Estadio Ricardo Silva                          | 12 de mayo | 19:00      |            |

| Jornada 11                     | Jornada 11 | Jornada 11                 | Jornada 11                                   | Jornada 11 | Jornada 11 | Jornada 11 |
| Local                          | Resultado  | Visitante                  | Estadio                                      | Fecha      | Hora       |            |
| ------------------------------ | ---------- | -------------------------- | -------------------------------------------- | ---------- | ---------- | ---------- |
| North Carolina FC              | 2:0        | Loudoun United FC          | Sahlen's Stadium at WakeMed Soccer Park      | 14 de mayo | 19:00      |            |
| Birmingham Legión FC           | 0:1        | Charleston Battery         | Protective Stadium                           | 15 de mayo | 20:00      |            |
| Colorado Springs Switchback FC | 3:1        | Rhode Island FC            | Weidner Field                                | 17 de mayo | 21:00      |            |
| El Paso Locomotive FC          | 1:2        | Memphis 901 FC             | Southwest University Park                    | 17 de mayo | 21:00      |            |
| Indy Eleven                    | 4:1        | Hartford Athletic          | IU Michael A. Carroll Track & Soccer Stadium | 18 de mayo | 19:00      |            |
| Loudoun United FC              | 3:0        | Monterey Bay Football Club | Segra Field                                  | 18 de mayo | 19:00      |            |
| Pittsburgh Riverhounds SC      | 1:1        | North Carolina FC          | Highmark Stadium                             | 18 de mayo | 19:00      |            |
| Tampa Bay Rowdies (2008)       | 5:0        | FC Tulsa                   | Estadio Al Lang                              | 18 de mayo | 19:30      |            |
| Oakland Roots SC               | 2:1        | Orange County SC           | Pioneer Stadium                              | 18 de mayo | 22:00      |            |
| Las Vegas Lights Football Club | 2:2        | Louisville City FC         | Cashman Field                                | 18 de mayo | 22:30      |            |
| Phoenix Rising FC              | 2:0        | Miami FC                   | Phoenix Rising Soccer Stadium                | 18 de mayo | 22:30      |            |

| Jornada 12                     | Jornada 12 | Jornada 12               | Jornada 12                  | Jornada 12 | Jornada 12 | Jornada 12 |
| Local                          | Resultado  | Visitante                | Estadio                     | Fecha      | Hora       |            |
| ------------------------------ | ---------- | ------------------------ | --------------------------- | ---------- | ---------- | ---------- |
| Hartford Athletic              | 1:1        | Rhode Island FC          | Trinity Health Stadium      | 1 de junio | 19:00      |            |
| Loudoun United FC              | 3:0        | FC Tulsa                 | Segra Field                 | 1 de junio | 19:00      |            |
| Miami FC                       | 1:2        | Louisville City FC       | Estadio Ricardo Silva       | 1 de junio | 19:00      |            |
| Pittsburgh Riverhounds SC      | 1:2        | Indy Eleven              | Highmark Stadium            | 1 de junio | 19:00      |            |
| Colorado Springs Switchback FC | 1:0        | Oakland Roots SC         | Weidner Field               | 1 de junio | 21:00      |            |
| El Paso Locomotive FC          | 1:3        | Birmingham Legión FC     | Southwest University Park   | 1 de junio | 21:00      |            |
| San Antonio FC                 | 1:0        | Memphis 901 FC           | Toyota Field                | 1 de junio | 21:00      |            |
| Orange County SC               | 3:2        | Detroit City Fútbol Club | Championship Soccer Stadium | 1 de junio | 22:00      |            |
| Sacramento Repúblic FC         | 0:1        | Tampa Bay Rowdies (2008) | Heart Health Park           | 1 de junio | 22:00      |            |
| Las Vegas Lights Football Club | 0:0        | Phoenix Rising FC        | Cashman Field               | 1 de junio | 22:30      |            |
| Monterey Bay Football Club     | 1:0        | New Mexico United        | Cardinale Stadium           | 2 de junio | 19:00      |            |

| Jornada 13                     | Jornada 13 | Jornada 13                     | Jornada 13                                     | Jornada 13 | Jornada 13 | Jornada 13 |
| Local                          | Resultado  | Visitante                      | Estadio                                        | Fecha      | Hora       |            |
| ------------------------------ | ---------- | ------------------------------ | ---------------------------------------------- | ---------- | ---------- | ---------- |
| San Antonio FC                 | 0:1        | El Paso Locomotive FC          | Toyota Field                                   | 5 de junio | 21:00      |            |
| Charleston Battery             | 0:0        | Pittsburgh Riverhounds SC      | Patriots Point Soccer Complex                  | 8 de junio | 19:30      |            |
| Rhode Island FC                | 0:2        | Detroit City Fútbol Club       | Beirne Stadium                                 | 8 de junio | 19:30      |            |
| Louisville City FC             | 2:1        | North Carolina FC              | Lynn Family Stadium                            | 8 de junio | 20:00      |            |
| FC Tulsa                       | 2:1        | San Antonio FC                 | ONEOK Field                                    | 8 de junio | 20:30      |            |
| Memphis 901 FC                 | 1:1        | Colorado Springs Switchback FC | AutoZone Park                                  | 8 de junio | 20:30      |            |
| New Mexico United              | 1:0        | Hartford Athletic              | Río Grande Credit Union Field at Isotopes Park | 8 de junio | 21:00      |            |
| Monterey Bay Football Club     | 0:2        | Sacramento Repúblic FC         | Cardinale Stadium                              | 8 de junio | 22:00      |            |
| Oakland Roots SC               | 1:0        | Tampa Bay Rowdies (2008)       | Pioneer Stadium                                | 8 de junio | 22:00      |            |
| Las Vegas Lights Football Club | 3:1        | Miami FC                       | Cashman Field                                  | 8 de junio | 22:30      |            |
| Phoenix Rising FC              | 2:1        | Orange County SC               | Phoenix Rising Soccer Stadium                  | 8 de junio | 23:00      |            |
| Birmingham Legión FC           | 0:1        | Indy Eleven                    | Protective Stadium                             | 9 de junio | 19:00      |            |

| Jornada 14                     | Jornada 14 | Jornada 14                     | Jornada 14                                   | Jornada 14  | Jornada 14 | Jornada 14 |
| Local                          | Resultado  | Visitante                      | Estadio                                      | Fecha       | Hora       |            |
| ------------------------------ | ---------- | ------------------------------ | -------------------------------------------- | ----------- | ---------- | ---------- |
| Memphis 901 FC                 | 2:2        | Rhode Island FC                | AutoZone Park                                | 12 de junio | 20:00      |            |
| Loudoun United FC              | 1:1        | Las Vegas Lights Football Club | Segra Field                                  | 14 de junio | 19:00      |            |
| Detroit City Fútbol Club       | 2:0        | Charleston Battery             | Keyworth Stadium                             | 15 de junio | 16:00      |            |
| Hartford Athletic              | 2:0        | Pittsburgh Riverhounds SC      | Trinity Health Stadium                       | 15 de junio | 19:00      |            |
| Indy Eleven                    | 1:0        | San Antonio FC                 | IU Michael A. Carroll Track & Soccer Stadium | 15 de junio | 19:00      |            |
| Tampa Bay Rowdies (2008)       | 3:2        | Louisville City FC             | Estadio Al Lang                              | 15 de junio | 19:30      |            |
| Memphis 901 FC                 | 2:1        | New Mexico United              | AutoZone Park                                | 15 de junio | 20:30      |            |
| Colorado Springs Switchback FC | 4:2        | Orange County SC               | Weidner Field                                | 15 de junio | 21:00      |            |
| El Paso Locomotive FC          | 1:1        | Phoenix Rising FC              | Southwest University Park                    | 15 de junio | 21:00      |            |
| Sacramento Repúblic FC         | 2:3        | Oakland Roots SC               | Heart Health Park                            | 15 de junio | 23:00      |            |
| North Carolina FC              | 2:0        | Monterey Bay Football Club     | Sahlen's Stadium at WakeMed Soccer Park      | 16 de junio | 18:00      |            |

| Jornada 15                     | Jornada 15 | Jornada 15                     | Jornada 15                                     | Jornada 15  | Jornada 15 | Jornada 15 |
| Local                          | Resultado  | Visitante                      | Estadio                                        | Fecha       | Hora       |            |
| ------------------------------ | ---------- | ------------------------------ | ---------------------------------------------- | ----------- | ---------- | ---------- |
| Las Vegas Lights Football Club | 3:3        | Colorado Springs Switchback FC | Cashman Field                                  | 18 de junio | 22:30      |            |
| Pittsburgh Riverhounds SC      | 0:1        | Louisville City FC             | Highmark Stadium                               | 19 de junio | 19:30      |            |
| Birmingham Legión FC           | 3:0        | San Antonio FC                 | Protective Stadium                             | 19 de junio | 20:00      |            |
| FC Tulsa                       | 2:1        | Miami FC                       | ONEOK Field                                    | 19 de junio | 20:30      |            |
| Oakland Roots SC               | 2:1        | El Paso Locomotive FC          | Pioneer Stadium                                | 19 de junio | 22:00      |            |
| Hartford Athletic              | 0:1        | Tampa Bay Rowdies (2008)       | Trinity Health Stadium                         | 21 de junio | 19:30      |            |
| Monterey Bay Football Club     | 2:1        | Oakland Roots SC               | Cardinale Stadium                              | 22 de junio | 18:00      |            |
| Indy Eleven                    | 0:1        | Orange County SC               | IU Michael A. Carroll Track & Soccer Stadium   | 22 de junio | 19:00      |            |
| Miami FC                       | 2:2        | Loudoun United FC              | Estadio Ricardo Silva                          | 22 de junio | 19:00      |            |
| North Carolina FC              | 0:0        | Pittsburgh Riverhounds SC      | Sahlen's Stadium at WakeMed Soccer Park        | 22 de junio | 19:30      |            |
| Louisville City FC             | 2:5        | Rhode Island FC                | Lynn Family Stadium                            | 22 de junio | 20:00      |            |
| FC Tulsa                       | 0:0        | Sacramento Repúblic FC         | ONEOK Field                                    | 22 de junio | 20:30      |            |
| New Mexico United              | 1:0        | Colorado Springs Switchback FC | Río Grande Credit Union Field at Isotopes Park | 22 de junio | 21:00      |            |
| Las Vegas Lights Football Club | 1:1        | Memphis 901 FC                 | Cashman Field                                  | 22 de junio | 22:30      |            |
| Phoenix Rising FC              | 0:0        | Charleston Battery             | Phoenix Rising Soccer Stadium                  | 22 de junio | 22:30      |            |

| Jornada 16                     | Jornada 16 | Jornada 16                 | Jornada 16                    | Jornada 16  | Jornada 16 | Jornada 16 |
| Local                          | Resultado  | Visitante                  | Estadio                       | Fecha       | Hora       |            |
| ------------------------------ | ---------- | -------------------------- | ----------------------------- | ----------- | ---------- | ---------- |
| Detroit City Fútbol Club       | 1:2        | Birmingham Legión FC       | Keyworth Stadium              | 26 de junio | 19:00      |            |
| Rhode Island FC                | 3:0        | El Paso Locomotive FC      | Beirne Stadium                | 26 de junio | 19:30      |            |
| Charleston Battery             | 5:2        | North Carolina FC          | Patriots Point Soccer Complex | 28 de junio | 19:30      |            |
| Memphis 901 FC                 | 5:1        | Phoenix Rising FC          | AutoZone Park                 | 28 de junio | 20:30      |            |
| Miami FC                       | 0:4        | Detroit City Fútbol Club   | Estadio Ricardo Silva         | 29 de junio | 19:00      |            |
| Birmingham Legión FC           | 1:4        | Louisville City FC         | Protective Stadium            | 29 de junio | 19:30      |            |
| Loudoun United FC              | 2:0        | Tampa Bay Rowdies (2008)   | Segra Field                   | 29 de junio | 19:30      |            |
| Colorado Springs Switchback FC | 1:0        | Monterey Bay Football Club | Weidner Field                 | 29 de junio | 21:00      |            |
| San Antonio FC                 | 2:3        | New Mexico United          | Toyota Field                  | 29 de junio | 21:00      |            |
| Orange County SC               | 0:2        | Oakland Roots SC           | Championship Soccer Stadium   | 29 de junio | 22:00      |            |
| Las Vegas Lights Football Club | 2:0        | Pittsburgh Riverhounds SC  | Cashman Field                 | 29 de junio | 22:30      |            |
| Sacramento Repúblic FC         | 1:0        | Hartford Athletic          | Heart Health Park             | 29 de junio | 23:00      |            |

| Jornada 17                     | Jornada 17 | Jornada 17                     | Jornada 17                                     | Jornada 17 | Jornada 17 | Jornada 17 |
| Local                          | Resultado  | Visitante                      | Estadio                                        | Fecha      | Hora       |            |
| ------------------------------ | ---------- | ------------------------------ | ---------------------------------------------- | ---------- | ---------- | ---------- |
| Loudoun United FC              | 3:0        | Hartford Athletic              | Segra Field                                    | 3 de julio | 19:30      |            |
| New Mexico United              | 2:0        | Orange County SC               | Río Grande Credit Union Field at Isotopes Park | 3 de julio | 21:00      |            |
| Sacramento Repúblic FC         | 0:1        | Las Vegas Lights Football Club | Heart Health Park                              | 3 de julio | 22:30      |            |
| Colorado Springs Switchback FC | 1:0        | FC Tulsa                       | Weidner Field                                  | 4 de julio | 21:00      |            |
| Charleston Battery             | 2:0        | Birmingham Legión FC           | Patriots Point Soccer Complex                  | 5 de julio | 19:00      |            |
| Rhode Island FC                | 3:3        | Indy Eleven                    | Beirne Stadium                                 | 5 de julio | 19:30      |            |
| Detroit City Fútbol Club       | 1:1        | Tampa Bay Rowdies (2008)       | Keyworth Stadium                               | 6 de julio | 19:00      |            |
| Pittsburgh Riverhounds SC      | 0:1        | Monterey Bay Football Club     | Highmark Stadium                               | 6 de julio | 19:00      |            |
| North Carolina FC              | 4:1        | Miami FC                       | Sahlen's Stadium at WakeMed Soccer Park        | 6 de julio | 19:30      |            |
| San Antonio FC                 | 2:1        | Phoenix Rising FC              | Toyota Field                                   | 6 de julio | 21:00      |            |
| Oakland Roots SC               | 1:0        | Louisville City FC             | Pioneer Stadium                                | 6 de julio | 22:00      |            |
| Orange County SC               | 4:1        | Memphis 901 FC                 | Championship Soccer Stadium                    | 6 de julio | 22:00      |            |

| Jornada 18                 | Jornada 18 | Jornada 18                     | Jornada 18                                   | Jornada 18  | Jornada 18 | Jornada 18 |
| Local                      | Resultado  | Visitante                      | Estadio                                      | Fecha       | Hora       |            |
| -------------------------- | ---------- | ------------------------------ | -------------------------------------------- | ----------- | ---------- | ---------- |
| Hartford Athletic          | 2:2        | Charleston Battery             | Trinity Health Stadium                       | 12 de julio | 19:30      |            |
| El Paso Locomotive FC      | 0:2        | Las Vegas Lights Football Club | Southwest University Park                    | 12 de julio | 21:00      |            |
| Detroit City Fútbol Club   | 0:1        | Memphis 901 FC                 | Keyworth Stadium                             | 13 de julio | 19:00      |            |
| Indy Eleven                | 1:1        | Loudoun United FC              | IU Michael A. Carroll Track & Soccer Stadium | 13 de julio | 19:00      |            |
| Miami FC                   | 2:3        | Rhode Island FC                | Estadio Ricardo Silva                        | 13 de julio | 19:00      |            |
| Pittsburgh Riverhounds SC  | 5:0        | Oakland Roots SC               | Highmark Stadium                             | 13 de julio | 19:00      |            |
| Birmingham Legión FC       | 2:1        | Colorado Springs Switchback FC | Protective Stadium                           | 13 de julio | 19:30      |            |
| Tampa Bay Rowdies (2008)   | 2:0        | Orange County SC               | Estadio Al Lang                              | 13 de julio | 19:30      |            |
| Monterey Bay Football Club | 0:0        | FC Tulsa                       | Cardinale Stadium                            | 13 de julio | 22:00      |            |
| Sacramento Repúblic FC     | 0:0        | North Carolina FC              | Heart Health Park                            | 13 de julio | 23:00      |            |

| Jornada 19                | Jornada 19 | Jornada 19                     | Jornada 19                                     | Jornada 19  | Jornada 19 | Jornada 19 |
| Local                     | Resultado  | Visitante                      | Estadio                                        | Fecha       | Hora       |            |
| ------------------------- | ---------- | ------------------------------ | ---------------------------------------------- | ----------- | ---------- | ---------- |
| Birmingham Legión FC      | 1:3        | Rhode Island FC                | Protective Stadium                             | 17 de julio | 20:00      |            |
| Charleston Battery        | 2:0        | Miami FC                       | Patriots Point Soccer Complex                  | 19 de julio | 19:30      |            |
| North Carolina FC         | 1:1        | Detroit City Fútbol Club       | Sahlen's Stadium at WakeMed Soccer Park        |             | 19:30      |            |
| Louisville City FC        | 2:1        | Colorado Springs Switchback FC | Lynn Family Stadium                            |             | 20:00      |            |
| Phoenix Rising FC         | 2:0        | El Paso Locomotive FC          | Phoenix Rising Soccer Stadium                  |             | 23:00      |            |
| Indy Eleven               | 0:2        | Tampa Bay Rowdies (2008)       | IU Michael A. Carroll Track & Soccer Stadium   | 20 de julio | 19:00      |            |
| Pittsburgh Riverhounds SC | 3:1        | Hartford Athletic              | Highmark Stadium                               |             | 20:00      |            |
| FC Tulsa                  | 1:0        | Memphis 901 FC                 | ONEOK Field                                    |             | 20:30      |            |
| New Mexico United         | 1:1        | Birmingham Legión FC           | Río Grande Credit Union Field at Isotopes Park |             | 21:00      |            |
| Orange County SC          | 2:0        | San Antonio FC                 | Championship Soccer Stadium                    |             | 22:00      |            |
| Oakland Roots SC          | 2:5        | Sacramento Repúblic FC         | Pioneer Stadium                                | 21 de julio | 16:00      |            |

| Jornada 20                     | Jornada 20 | Jornada 20                     | Jornada 20                | Jornada 20  | Jornada 20 | Jornada 20 |
| Local                          | Resultado  | Visitante                      | Estadio                   | Fecha       | Hora       |            |
| ------------------------------ | ---------- | ------------------------------ | ------------------------- | ----------- | ---------- | ---------- |
| Loudoun United FC              | 1:2        | Charleston Battery             | Segra Field               | 24 de julio | 11:00      |            |
| Hartford Athletic              | 0:0        | Phoenix Rising FC              | Trinity Health Stadium    | 26 de julio | 19:30      |            |
| FC Tulsa                       | 0:0        | Indy Eleven                    | ONEOK Field               | 26 de julio | 20:30      |            |
| Colorado Springs Switchback FC | 1:1        | Las Vegas Lights Football Club | Weidner Field             | 26 de julio | 21:00      |            |
| Detroit City Fútbol Club       | 0:1        | Sacramento Repúblic FC         | Keyworth Stadium          | 27 de julio | 19:00      |            |
| Miami FC                       | 1:2        | Oakland Roots SC               | Estadio Ricardo Silva     | 27 de julio | 19:00      |            |
| Pittsburgh Riverhounds SC      | 1:1        | Loudoun United FC              | Highmark Stadium          | 27 de julio | 19:00      |            |
| Birmingham Legión FC           | 3:0        | Orange County SC               | Protective Stadium        | 27 de julio | 19:30      |            |
| Rhode Island FC                | 2:1        | North Carolina FC              | Beirne Stadium            | 27 de julio | 19:30      |            |
| Tampa Bay Rowdies (2008)       | 4:2        | Charleston Battery             | Estadio Al Lang           | 27 de julio | 19:30      |            |
| Louisville City FC             | 4:1        | Monterey Bay Football Club     | Lynn Family Stadium       | 27 de julio | 20:00      |            |
| Memphis 901 FC                 | 1:0        | San Antonio FC                 | AutoZone Park             | 27 de julio | 20:30      |            |
| El Paso Locomotive FC          | 1:2        | New Mexico United              | Southwest University Park | 27 de julio | 21:00      |            |

| Jornada 21                     | Jornada 21 | Jornada 21                     | Jornada 21                                     | Jornada 21  | Jornada 21 | Jornada 21 |
| Local                          | Resultado  | Visitante                      | Estadio                                        | Fecha       | Hora       |            |
| ------------------------------ | ---------- | ------------------------------ | ---------------------------------------------- | ----------- | ---------- | ---------- |
| Hartford Athletic              | 1:0        | Detroit City Fútbol Club       | Trinity Health Stadium                         | 31 de julio | 19:30      |            |
| New Mexico United              | 1:2        | Las Vegas Lights Football Club | Río Grande Credit Union Field at Isotopes Park | 31 de julio | 21:00      |            |
| Charleston Battery             | 5:0        | Indy Eleven                    | Patriots Point Soccer Complex                  | 2 de agosto | 19:30      |            |
| Detroit City Fútbol Club       | 1:1        | Rhode Island FC                | Keyworth Stadium                               | 3 de agosto | 16:00      |            |
| Birmingham Legión FC           | 2:2        | Hartford Athletic              | Protective Stadium                             | 3 de agosto | 19:30      |            |
| Loudoun United FC              | 4:1        | Miami FC                       | Segra Field                                    | 3 de agosto | 19:30      |            |
| Memphis 901 FC                 | 0:0        | El Paso Locomotive FC          | AutoZone Park                                  | 3 de agosto | 20:30      |            |
| Colorado Springs Switchback FC | 2:0        | Phoenix Rising FC              | Weidner Field                                  | 3 de agosto | 21:00      |            |
| New Mexico United              | 0:1        | Louisville City FC             | Río Grande Credit Union Field at Isotopes Park | 3 de agosto | 21:00      |            |
| San Antonio FC                 | 1:3        | FC Tulsa                       | Toyota Field                                   | 3 de agosto | 21:00      |            |
| Monterey Bay Football Club     | 2:2        | Tampa Bay Rowdies (2008)       | Cardinale Stadium                              | 3 de agosto | 22:00      |            |
| Orange County SC               | 0:1        | North Carolina FC              | Championship Soccer Stadium                    | 3 de agosto | 22:00      |            |
| Sacramento Repúblic FC         | 0:1        | Pittsburgh Riverhounds SC      | Heart Health Park                              | 3 de agosto | 22:00      |            |

| Jornada 22                     | Jornada 22 | Jornada 22                     | Jornada 22                                   | Jornada 22   | Jornada 22 | Jornada 22 |
| Local                          | Resultado  | Visitante                      | Estadio                                      | Fecha        | Hora       |            |
| ------------------------------ | ---------- | ------------------------------ | -------------------------------------------- | ------------ | ---------- | ---------- |
| Detroit City Fútbol Club       | 0:0        | Pittsburgh Riverhounds SC      | Keyworth Stadium                             | 7 de agosto  | 19:00      |            |
| Indy Eleven                    | 1:0        | Rhode Island FC                | IU Michael A. Carroll Track & Soccer Stadium | 7 de agosto  | 19:00      |            |
| FC Tulsa                       | 0:0        | Orange County SC               | ONEOK Field                                  | 9 de agosto  | 20:30      |            |
| Pittsburgh Riverhounds SC      | 0:0        | San Antonio FC                 | Highmark Stadium                             | 10 de agosto | 19:00      |            |
| Charleston Battery             | 3:1        | Memphis 901 FC                 | Patriots Point Soccer Complex                | 10 de agosto | 19:30      |            |
| North Carolina FC              | 4:1        | Colorado Springs Switchback FC | Sahlen's Stadium at WakeMed Soccer Park      | 10 de agosto | 19:30      |            |
| Rhode Island FC                | 3:0        | Hartford Athletic              | Beirne Stadium                               | 10 de agosto | 19:30      |            |
| Louisville City FC             | 4:3        | Sacramento Repúblic FC         | Lynn Family Stadium                          | 10 de agosto | 20:00      |            |
| El Paso Locomotive FC          | 2:1        | Miami FC                       | Southwest University Park                    | 10 de agosto | 21:00      |            |
| Monterey Bay Football Club     | 1:2        | Birmingham Legión FC           | Cardinale Stadium                            | 10 de agosto | 22:00      |            |
| Oakland Roots SC               | 3:1        | Loudoun United FC              | Pioneer Stadium                              | 10 de agosto | 22:00      |            |
| Las Vegas Lights Football Club | 1:1        | Detroit City Fútbol Club       | Cashman Field                                | 10 de agosto | 22:30      |            |
| Phoenix Rising FC              | 0:0        | Tampa Bay Rowdies (2008)       | Phoenix Rising Soccer Stadium                | 10 de agosto | 23:00      |            |
| Indy Eleven                    | 1:3        | New Mexico United              | IU Michael A. Carroll Track & Soccer Stadium | 11 de agosto | 17:00      |            |

| Jornada 23                | Jornada 23 | Jornada 23                     | Jornada 23                                     | Jornada 23   | Jornada 23 | Jornada 23 |
| Local                     | Resultado  | Visitante                      | Estadio                                        | Fecha        | Hora       |            |
| ------------------------- | ---------- | ------------------------------ | ---------------------------------------------- | ------------ | ---------- | ---------- |
| Miami FC                  | 1:5        | Memphis 901 FC                 | Estadio Ricardo Silva                          | 14 de agosto | 19:00      |            |
| New Mexico United         | 3:3        | FC Tulsa                       | Río Grande Credit Union Field at Isotopes Park | 14 de agosto | 21:00      |            |
| Sacramento Repúblic FC    | 2:0        | El Paso Locomotive FC          | Heart Health Park                              | 14 de agosto | 22:30      |            |
| Birmingham Legión FC      | 0:1        | Detroit City Fútbol Club       | Protective Stadium                             | 16 de agosto | 20:00      |            |
| Hartford Athletic         | 2:1        | Las Vegas Lights Football Club | Trinity Health Stadium                         | 17 de agosto | 19:00      |            |
| Pittsburgh Riverhounds SC | 2:2        | Colorado Springs Switchback FC | Highmark Stadium                               | 17 de agosto | 19:00      |            |
| Rhode Island FC           | 1:1        | Oakland Roots SC               | Beirne Stadium                                 | 17 de agosto | 19:30      |            |
| Tampa Bay Rowdies (2008)  | 0:2        | Loudoun United FC              | Estadio Al Lang                                | 17 de agosto | 19:30      |            |
| Louisville City FC        | 3:1        | Charleston Battery             | Lynn Family Stadium                            | 17 de agosto | 20:00      |            |
| Memphis 901 FC            | 2:0        | FC Tulsa                       | AutoZone Park                                  | 17 de agosto | 20:30      |            |
| New Mexico United         | 3:2        | Monterey Bay Football Club     | Río Grande Credit Union Field at Isotopes Park | 17 de agosto | 21:00      |            |
| San Antonio FC            | 1:0        | North Carolina FC              | Toyota Field                                   | 17 de agosto | 21:00      |            |
| Orange County SC          | 0:1        | El Paso Locomotive FC          | Championship Soccer Stadium                    | 17 de agosto | 22:00      |            |

| Jornada 24                     | Jornada 24 | Jornada 24                | Jornada 24                    | Jornada 24   | Jornada 24 | Jornada 24 |
| Local                          | Resultado  | Visitante                 | Estadio                       | Fecha        | Hora       |            |
| ------------------------------ | ---------- | ------------------------- | ----------------------------- | ------------ | ---------- | ---------- |
| Tampa Bay Rowdies (2008)       | 2:3        | Detroit City Fútbol Club  | Estadio Al Lang               | 21 de agosto | 19:30      |            |
| Detroit City Fútbol Club       | 0:1        | FC Tulsa                  | Keyworth Stadium              | 24 de agosto | 19:00      |            |
| Hartford Athletic              | 2:1        | Louisville City FC        | Trinity Health Stadium        | 24 de agosto | 19:00      |            |
| Birmingham Legión FC           | 0:3        | Pittsburgh Riverhounds SC | Protective Stadium            | 24 de agosto | 19:30      |            |
| Charleston Battery             | 6:0        | Orange County SC          | Patriots Point Soccer Complex | 24 de agosto | 19:30      |            |
| Loudoun United FC              | 0:0        | Rhode Island FC           | Segra Field                   | 24 de agosto | 19:30      |            |
| Tampa Bay Rowdies (2008)       | 2:0        | Miami FC                  | Estadio Al Lang               | 24 de agosto | 19:30      |            |
| Colorado Springs Switchback FC | 0:1        | New Mexico United         | Weidner Field                 | 24 de agosto | 21:00      |            |
| Monterey Bay Football Club     | 0:0        | El Paso Locomotive FC     | Cardinale Stadium             | 24 de agosto | 22:00      |            |
| Oakland Roots SC               | 1:1        | Memphis 901 FC            | Pioneer Stadium               | 24 de agosto | 22:00      |            |
| Las Vegas Lights Football Club | 3:2        | Indy Eleven               | Cashman Field                 | 24 de agosto | 22:30      |            |
| Phoenix Rising FC              | 0:0        | North Carolina FC         | Phoenix Rising Soccer Stadium | 24 de agosto | 23:00      |            |
| Sacramento Repúblic FC         | 1:0        | San Antonio FC            | Heart Health Park             | 24 de agosto | 23:00      |            |

| Jornada 25                     | Jornada 25 | Jornada 25                     | Jornada 25                                   | Jornada 25      | Jornada 25 | Jornada 25 |
| Local                          | Resultado  | Visitante                      | Estadio                                      | Fecha           | Hora       |            |
| ------------------------------ | ---------- | ------------------------------ | -------------------------------------------- | --------------- | ---------- | ---------- |
| Colorado Springs Switchback FC | 3:1        | Memphis 901 FC                 | Weidner Field                                | 28 de agosto    | 21:00      |            |
| Oakland Roots SC               | 1:0        | New Mexico United              | Pioneer Stadium                              | 31 de agosto    | 18:00      |            |
| Detroit City Fútbol Club       | 1:1        | Hartford Athletic              | Keyworth Stadium                             | 31 de agosto    | 19:00      |            |
| Indy Eleven                    | 1:1        | Pittsburgh Riverhounds SC      | IU Michael A. Carroll Track & Soccer Stadium | 31 de agosto    | 19:00      |            |
| Miami FC                       | 1:0        | Monterey Bay Football Club     | Estadio Ricardo Silva                        | 31 de agosto    | 19:00      |            |
| Loudoun United FC              | 0:1        | Phoenix Rising FC              | Segra Field                                  | 31 de agosto    | 19:30      |            |
| North Carolina FC              | 4:6        | Louisville City FC             | Sahlen's Stadium at WakeMed Soccer Park      | 31 de agosto    | 19:30      |            |
| Rhode Island FC                | 2:0        | Birmingham Legión FC           | Beirne Stadium                               | 31 de agosto    | 19:30      |            |
| San Antonio FC                 | 1:1        | Charleston Battery             | Toyota Field                                 | 31 de agosto    | 21:00      |            |
| Orange County SC               | 2:3        | Las Vegas Lights Football Club | Championship Soccer Stadium                  | 31 de agosto    | 22:00      |            |
| FC Tulsa                       | 1:4        | Colorado Springs Switchback FC | ONEOK Field                                  | 1 de septiembre | 18:00      |            |

| Jornada 26                     | Jornada 26 | Jornada 26               | Jornada 26                                     | Jornada 26      | Jornada 26 | Jornada 26 |
| Local                          | Resultado  | Visitante                | Estadio                                        | Fecha           | Hora       |            |
| ------------------------------ | ---------- | ------------------------ | ---------------------------------------------- | --------------- | ---------- | ---------- |
| Louisville City FC             | 1:0        | Loudoun United FC        | Lynn Family Stadium                            | 6 de septiembre | 19:30      |            |
| New Mexico United              | 1:0        | Miami FC                 | Río Grande Credit Union Field at Isotopes Park | 6 de septiembre | 21:00      |            |
| Phoenix Rising FC              | 1:0        | FC Tulsa                 | Phoenix Rising Soccer Stadium                  | 6 de septiembre | 23:00      |            |
| Hartford Athletic              | 0:0        | Indy Eleven              | Trinity Health Stadium                         | 7 de septiembre | 19:00      |            |
| Pittsburgh Riverhounds SC      | 2:0        | Rhode Island FC          | Highmark Stadium                               | 7 de septiembre | 19:00      |            |
| Charleston Battery             | 2:1        | Sacramento Repúblic FC   | Patriots Point Soccer Complex                  | 7 de septiembre | 19:30      |            |
| North Carolina FC              | 5:0        | Oakland Roots SC         | Sahlen's Stadium at WakeMed Soccer Park        | 7 de septiembre | 19:30      |            |
| Colorado Springs Switchback FC | 4:2        | Tampa Bay Rowdies (2008) | Weidner Field                                  | 7 de septiembre | 22:00      |            |
| El Paso Locomotive FC          | 0:0        | Detroit City Fútbol Club | Southwest University Park                      | 7 de septiembre | 22:00      |            |
| Monterey Bay Football Club     | 0:1        | San Antonio FC           | Cardinale Stadium                              | 7 de septiembre | 23:00      |            |

| Jornada 27                     | Jornada 27 | Jornada 27                     | Jornada 27                                   | Jornada 27        | Jornada 27 | Jornada 27 |
| Local                          | Resultado  | Visitante                      | Estadio                                      | Fecha             | Hora       |            |
| ------------------------------ | ---------- | ------------------------------ | -------------------------------------------- | ----------------- | ---------- | ---------- |
| Birmingham Legión FC           | 2:0        | Tampa Bay Rowdies (2008)       | Protective Stadium                           | 11 de septiembre  | 21:00      |            |
| Memphis 901 FC                 | 0:0        | Hartford Athletic              | AutoZone Park                                | 11 de septiembre  | 21:00      |            |
| FC Tulsa                       | 1:1        | Las Vegas Lights Football Club | ONEOK Field                                  | 11 de septiembre  | 21:30      |            |
| Detroit City Fútbol Club       | 1:0        | New Mexico United              | Keyworth Stadium                             | 14 de septiembtre | 20:00      |            |
| Indy Eleven                    | 3:1        | El Paso Locomotive FC          | IU Michael A. Carroll Track & Soccer Stadium | 14 de septiembtre | 20:00      |            |
| Loudoun United FC              | 4:2        | Birmingham Legión FC           | Segra Field                                  | 14 de septiembtre | 20:00      |            |
| Miami FC                       | 0:3        | Hartford Athletic              | Estadio Ricardo Silva                        | 14 de septiembtre | 20:00      |            |
| Tampa Bay Rowdies (2008)       | 2:1        | Pittsburgh Riverhounds SC      | Estadio Al Lang                              | 14 de septiembtre | 20:30      |            |
| Colorado Springs Switchback FC | 2:0        | Charleston Battery             | Weidner Field                                | 14 de septiembtre | 21:00      |            |
| Memphis 901 FC                 | 3:0        | North Carolina FC              | AutoZone Park                                | 14 de septiembtre | 21:00      |            |
| FC Tulsa                       | 0:1        | Louisville City FC             | ONEOK Field                                  | 14 de septiembtre | 21:30      |            |
| Oakland Roots SC               | 0:1        | San Antonio FC                 | Pioneer Stadium                              | 14 de septiembtre | 23:00      |            |
| Orange County SC               | 1:0        | Rhode Island FC                | Championship Soccer Stadium                  | 14 de septiembtre | 23:00      |            |
| Sacramento Repúblic FC         | 2:0        | Phoenix Rising FC              | Heart Health Park                            | 14 de septiembtre | 23:00      |            |
| Las Vegas Lights Football Club | 0:0        | Monterey Bay Football Club     | Cashman Field                                | 14 de septiembtre | 23:30      |            |

| Jornada 28                     | Jornada 28 | Jornada 28                     | Jornada 28                                     | Jornada 28        | Jornada 28 | Jornada 28 |
| Local                          | Resultado  | Visitante                      | Estadio                                        | Fecha             | Hora       |            |
| ------------------------------ | ---------- | ------------------------------ | ---------------------------------------------- | ----------------- | ---------- | ---------- |
| New Mexico United              | 3:1        | Sacramento Repúblic FC         | Río Grande Credit Union Field at Isotopes Park | 18 de septiemmbre | 22:00      |            |
| Hartford Athletic              | 2:0        | Oakland Roots SC               | Trinity Health Stadium                         | 21 de septiembre  | 20:00      |            |
| Charleston Battery             | 3:1        | Tampa Bay Rowdies (2008)       | Patriots Point Soccer Complex                  | 21 de septiembre  | 20:30      |            |
| North Carolina FC              | 2:0        | Indy Eleven                    | Sahlen's Stadium at WakeMed Soccer Park        | 21 de septiembre  | 20:30      |            |
| Rhode Island FC                | 2:1        | FC Tulsa                       | Beirne Stadium                                 | 21 de septiembre  | 20:30      |            |
| El Paso Locomotive FC          | 1:1        | Colorado Springs Switchback FC | Southwest University Park                      | 21 de septiembre  | 22:00      |            |
| Monterey Bay Football Club     | 0:0        | Orange County SC               | Cardinale Stadium                              | 21 de septiembre  | 23:00      |            |
| Las Vegas Lights Football Club | 2:1        | Sacramento Repúblic FC         | Cashman Field                                  | 21 de septiembre  | 23:30      |            |
| Phoenix Rising FC              | 4:0        | San Antonio FC                 | Phoenix Rising Soccer Stadium                  | 21 de septiembre  | 23:30      |            |
| Detroit City Fútbol Club       | 2:1        | Louisville City FC             | Keyworth Stadium                               | 22 de septiembre  | 16:00      |            |
| New Mexico United              | 1:0        | Loudoun United FC              | Río Grande Credit Union Field at Isotopes Park | 22 de septiembre  | 17:00      |            |
| Birmingham Legión FC           | 1:0        | Miami FC                       | Protective Stadium                             | 22 de septiembre  | 18:00      |            |

| Jornada 29                     | Jornada 29 | Jornada 29                     | Jornada 29                                   | Jornada 29       | Jornada 29 | Jornada 29 |
| Local                          | Resultado  | Visitante                      | Estadio                                      | Fecha            | Hora       |            |
| ------------------------------ | ---------- | ------------------------------ | -------------------------------------------- | ---------------- | ---------- | ---------- |
| Orange County SC               | 2:0        | Phoenix Rising FC              | Championship Soccer Stadium                  | 25 de septiembre | 23:30      |            |
| El Paso Locomotive FC          | 1:0        | North Carolina FC              | Southwest University Park                    | 28 de septiembre | 16:00      |            |
| Indy Eleven                    | 4:0        | Miami FC                       | IU Michael A. Carroll Track & Soccer Stadium | 28 de septiembre | 20:00      |            |
| Pittsburgh Riverhounds SC      | 1:1        | Birmingham Legión FC           | Highmark Stadium                             | 28 de septiembre | 20:00      |            |
| Louisville City FC             | 4:2        | Memphis 901 FC                 | Lynn Family Stadium                          | 28 de septiembre | 20:30      |            |
| Tampa Bay Rowdies (2008)       | suspendido | Hartford Athletic              | Estadio Al Lang                              | 28 de septiembre | 20:30      |            |
| Colorado Springs Switchback FC | 1:1        | Loudoun United FC              | Weidner Field                                | 28 de septiembre | 21:00      |            |
| San Antonio FC                 | 1:3        | Rhode Island FC                | Toyota Field                                 | 28 de septiembre | 21:30      |            |
| Monterey Bay Football Club     | 0:2        | Detroit City Fútbol Club       | Cardinale Stadium                            | 28 de septiembre | 23:00      |            |
| Phoenix Rising FC              | 1:2        | Las Vegas Lights Football Club | Phoenix Rising Soccer Stadium                | 28 de septiembre | 23:30      |            |
| Oakland Roots SC               | 0:1        | FC Tulsa                       | Pioneer Stadium                              | 29 de septiembre | 19:00      |            |
| Sacramento Repúblic FC         | 4:0        | New Mexico United              | Heart Health Park                            | 29 de septiembre | 21:30      |            |

| Jornada 30                     | Jornada 30 | Jornada 30                 | Jornada 30                                   | Jornada 30   | Jornada 30 | Jornada 30 |
| Local                          | Resultado  | Visitante                  | Estadio                                      | Fecha        | Hora       |            |
| ------------------------------ | ---------- | -------------------------- | -------------------------------------------- | ------------ | ---------- | ---------- |
| Louisville City FC             | 3:0        | Miami FC                   | Lynn Family Stadium                          | 2 de octubre | 20:30      |            |
| Phoenix Rising FC              | 1:2        | Monterey Bay Football Club | Phoenix Rising Soccer Stadium                | 4 de octubre | 23:30      |            |
| Charleston Battery             | 2:2        | Detroit City Fútbol Club   | Patriots Point Soccer Complex                | 5 de octubre | 17:00      |            |
| Hartford Athletic              | 0:2        | Loudoun United FC          | Trinity Health Stadium                       | 5 de octubre | 20:00      |            |
| Indy Eleven                    | 2:2        | Louisville City FC         | IU Michael A. Carroll Track & Soccer Stadium | 5 de octubre | 20:00      |            |
| Miami FC                       | 0:4        | Pittsburgh Riverhounds SC  | Estadio Ricardo Silva                        | 5 de octubre | 20:00      |            |
| Rhode Island FC                | 3:1        | Tampa Bay Rowdies (2008)   | Beirne Stadium                               | 5 de octubre | 20:30      |            |
| Memphis 901 FC                 | 1:1        | Oakland Roots SC           | AutoZone Park                                | 5 de octubre | 21:00      |            |
| FC Tulsa                       | 0:1        | El Paso Locomotive FC      | ONEOK Field                                  | 5 de octubre | 21:30      |            |
| San Antonio FC                 | 2:1        | Sacramento Repúblic FC     | Toyota Field                                 | 5 de octubre | 21:30      |            |
| Las Vegas Lights Football Club | 1:1        | Orange County SC           | Cashman Field                                | 5 de octubre | 23:30      |            |
| Birmingham Legión FC           | 2:3        | North Carolina FC          | Protective Stadium                           | 6 de octubre | 18:00      |            |

| Jornada 31                     | Jornada 31 | Jornada 31                     | Jornada 31                                     | Jornada 31    | Jornada 31 | Jornada 31 |
| Local                          | Resultado  | Visitante                      | Estadio                                        | Fecha         | Hora       |            |
| ------------------------------ | ---------- | ------------------------------ | ---------------------------------------------- | ------------- | ---------- | ---------- |
| Loudoun United FC              | 0:1        | Indy Eleven                    | Segra Field                                    | 8 de octubre  |            |            |
| North Carolina FC              | 2:0        | FC Tulsa                       | Sahlen's Stadium at WakeMed Soccer Park        | 9 de octubre  |            |            |
| El Paso Locomotive FC          | 2:2        | San Antonio FC                 | Southwest University Park                      | 9 de octubre  |            |            |
| New Mexico United              | 1:2        | Phoenix Rising FC              | Río Grande Credit Union Field at Isotopes Park | 9 de octubre  |            |            |
| Orange County SC               | 2:0        | Colorado Springs Switchback FC | Championship Soccer Stadium                    | 9 de octubre  |            |            |
| Sacramento Repúblic FC         | 2:2        | Monterey Bay Football Club     | Heart Health Park                              | 9 de octubre  |            |            |
| Detroit City Fútbol Club       | 0:0        | Indy Eleven                    | Keyworth Stadium                               | 12 de octubre |            |            |
| Pittsburgh Riverhounds SC      | 2:0        | Charleston Battery             | Highmark Stadium                               | 12 de octubre |            |            |
| Hartford Athletic              | 4:3        | North Carolina FC              | Trinity Health Stadium                         | 12 de octubre |            |            |
| Louisville City FC             | 2:1        | Tampa Bay Rowdies (2008)       | Lynn Family Stadium                            | 12 de octubre |            |            |
| Colorado Springs Switchback FC | 1:2        | San Antonio FC                 | Weidner Field                                  | 12 de octubre |            |            |
| Memphis 901 FC                 | 0:0        | Sacramento Repúblic FC         | AutoZone Park                                  | 12 de octubre |            |            |
| FC Tulsa                       | 1:1        | New Mexico United              | ONEOK Field                                    | 12 de octubre |            |            |
| Oakland Roots SC               | 0:1        | Phoenix Rising FC              | Pioneer Stadium                                | 12 de octubre |            |            |
| Rhode Island FC                | 0:0        | Loudoun United FC              | Beirne Stadium                                 | 13 de octubre |            |            |
| Birmingham Legión FC           | 0:3        | Las Vegas Lights Football Club | Protective Stadium                             | 13 de octubre |            |            |

| Jornada 32                     | Jornada 32 | Jornada 32                     | Jornada 32                                   | Jornada 32    | Jornada 32 | Jornada 32 |
| Local                          | Resultado  | Visitante                      | Estadio                                      | Fecha         | Hora       |            |
| ------------------------------ | ---------- | ------------------------------ | -------------------------------------------- | ------------- | ---------- | ---------- |
| El Paso Locomotive FC          | 0:2        | Orange County SC               | Southwest University Park                    | 16 de octubre | 22:00      |            |
| Detroit City Fútbol Club       | 3:0        | Miami FC                       | Keyworth Stadium                             | 19 de octubre | 17:00      |            |
| Tampa Bay Rowdies (2008)       | 0:2        | North Carolina FC              | Estadio Al Lang                              | 19 de octubre | 18:00      |            |
| FC Tulsa                       | 1:2        | Hartford Athletic              | ONEOK Field                                  | 19 de octubre | 19:00      |            |
| Loudoun United FC              | 0:2        | Pittsburgh Riverhounds SC      | Segra Field                                  | 19 de octubre | 19:00      |            |
| Indy Eleven                    | 3:2        | Birmingham Legión FC           | IU Michael A. Carroll Track & Soccer Stadium | 19 de octubre | 20:00      |            |
| Charleston Battery             | 1:1        | Rhode Island FC                | Patriots Point Soccer Complex                | 19 de octubre | 20:30      |            |
| San Antonio FC                 | 1:1        | Louisville City FC             | Toyota Field                                 | 19 de octubre | 21:30      |            |
| El Paso Locomotive FC          | 2:1        | Sacramento Repúblic FC         | Southwest University Park                    | 19 de octubre | 22:00      |            |
| Monterey Bay Football Club     | 0:1        | Colorado Springs Switchback FC | Cardinale Stadium                            | 19 de octubre | 23:00      |            |
| Orange County SC               | 0:0        | New Mexico United              | Championship Soccer Stadium                  | 19 de octubre | 23:00      |            |
| Las Vegas Lights Football Club | 2:3        | Oakland Roots SC               | Cashman Field                                | 19 de octubre | 23:30      |            |
| Phoenix Rising FC              | 0:1        | Memphis 901 FC                 | Phoenix Rising Soccer Stadium                | 19 de octubre | 23:30      |            |

| Jornada 33                | Jornada 33 | Jornada 33                     | Jornada 33                                     | Jornada 33    | Jornada 33 | Jornada 33 |
| Local                     | Resultado  | Visitante                      | Estadio                                        | Fecha         | Hora       |            |
| ------------------------- | ---------- | ------------------------------ | ---------------------------------------------- | ------------- | ---------- | ---------- |
| Tampa Bay Rowdies (2008)  | 2:2        | Hartford Athletic              | Estadio Al Lang                                | 23 de octubre | 16:30      |            |
| Charleston Battery        | 2:1        | Loudoun United FC              | Patriots Point Soccer Complex                  | 26 de octubre | 19:00      |            |
| North Carolina FC         | 2:1        | Las Vegas Lights Football Club | Sahlen's Stadium at WakeMed Soccer Park        | 26 de octubre | 20:00      |            |
| Pittsburgh Riverhounds SC | 2:0        | El Paso Locomotive FC          | Highmark Stadium                               | 26 de octubre | 20:00      |            |
| Louisville City FC        | 4:1        | Phoenix Rising FC              | Lynn Family Stadium                            | 26 de octubre | 20:30      |            |
| Tampa Bay Rowdies (2008)  | 3:0        | Indy Eleven                    | Estadio Al Lang                                | 26 de octubre | 20:30      |            |
| FC Tulsa                  | 2:1        | Monterey Bay Football Club     | ONEOK Field                                    | 26 de octubre | 21:00      |            |
| New Mexico United         | 2:3        | Memphis 901 FC                 | Río Grande Credit Union Field at Isotopes Park | 26 de octubre | 21:00      |            |
| Rhode Island FC           | 8:1        | Miami FC                       | Beirne Stadium                                 | 26 de octubre | 21:00      |            |
| San Antonio FC            | 1:4        | Detroit City Fútbol Club       | Toyota Field                                   | 26 de octubre | 21:30      |            |
| Oakland Roots SC          | 0:5        | Birmingham Legión FC           | Pioneer Stadium                                | 26 de octubre | 23:00      |            |
| Orange County SC          | 3:2        | Hartford Athletic              | Championship Soccer Stadium                    | 26 de octubre | 23:00      |            |
| Sacramento Repúblic FC    | 0:1        | Colorado Springs Switchback FC | Heart Health Park                              | 26 de octubre | 23:00      |            |

## Play offs
Al final de la temporada regular, los ocho mejores equipos de cada conferencia se clasificarán para los Playoffs del Campeonato de la USL de 2024. Los partidos son por eliminación simple.
Los Playoffs del Campeonato de la USL seguirán siendo un formato de eliminación simple y volverán a un formato de grupo fijo, que culminará en la Final del Campeonato de la USL de 2024 en una fecha por determinar entre el 1 y el 23 de noviembre de 2024.

#### Cuadro de desarrollo
|  | Octavos de final | Octavos de final               | Octavos de final |                                |   | Cuartos de final   | Cuartos de final | Cuartos de final |  |   | Semifinales                    | Semifinales | Semifinales |  |   | Final           | Final | Final |  |
|  |                  |                                |                  |                                |   |                    |                  |                  |  |   |                                |             |             |  |   |                 |       |       |  |
|  |                  |                                |                  |                                |   |                    |                  |                  |  |   |                                |             |             |  |   |                 |       |       |  |
|  | E1               | Louisville City FC             | 3                |                                |   |                    |                  |                  |  |   |                                |             |             |  |   |                 |       |       |  |
|  | E1               | Louisville City FC             | 3                |                                |   |                    |                  |                  |  |   |                                |             |             |  |   |                 |       |       |  |
|  | E8               | North Carolina FC              | 2                |                                |   |                    |                  |                  |  |   |                                |             |             |  |   |                 |       |       |  |
|  | E8               | North Carolina FC              | 2                |                                | E | Louisville City FC | 0                |                  |  |   |                                |             |             |  |   |                 |       |       |  |
|  |                  |                                |                  |                                | E | Louisville City FC | 0                |                  |  |   |                                |             |             |  |   |                 |       |       |  |
|  |                  |                                | E                | Rhode Island FC                | 3 |                    |                  |                  |  |   |                                |             |             |  |   |                 |       |       |  |
|  | E4               | Indy Eleven                    | E                | Rhode Island FC                | 3 | 2                  |                  |                  |  |   |                                |             |             |  |   |                 |       |       |  |
|  | E4               | Indy Eleven                    |                  |                                |   |                    |                  |                  |  |   |                                |             |             |  |   |                 |       |       |  |
|  | E5               | Rhode Island FC                | 3                |                                |   |                    |                  |                  |  |   |                                |             |             |  |   |                 |       |       |  |
|  | E5               | Rhode Island FC                | 3                |                                |   |                    |                  |                  |  | E | Rhode Island FC                | 2           |             |  |   |                 |       |       |  |
|  |                  |                                |                  |                                |   |                    |                  |                  |  | E | Rhode Island FC                | 2           |             |  |   |                 |       |       |  |
|  |                  |                                | E                | Charleston Battery             | 1 |                    |                  |                  |  |   |                                |             |             |  |   |                 |       |       |  |
|  | E3               | Detroit City Fútbol Club       | E                | Charleston Battery             | 1 | 1 (1)              |                  |                  |  |   |                                |             |             |  |   |                 |       |       |  |
|  | E3               | Detroit City Fútbol Club       |                  |                                |   |                    |                  |                  |  |   |                                |             |             |  |   |                 |       |       |  |
|  | E6               | Tampa Bay Rowdies              | 1 (3)            |                                |   |                    |                  |                  |  |   |                                |             |             |  |   |                 |       |       |  |
|  | E6               | Tampa Bay Rowdies              | 1 (3)            |                                | E | Tampa Bay Rowdies  | 1                |                  |  |   |                                |             |             |  |   |                 |       |       |  |
|  |                  |                                |                  |                                | E | Tampa Bay Rowdies  | 1                |                  |  |   |                                |             |             |  |   |                 |       |       |  |
|  |                  |                                | E                | Charleston Battery             | 2 |                    |                  |                  |  |   |                                |             |             |  |   |                 |       |       |  |
|  | E2               | Charleston Battery             | E                | Charleston Battery             | 2 | 1                  |                  |                  |  |   |                                |             |             |  |   |                 |       |       |  |
|  | E2               | Charleston Battery             |                  |                                |   |                    |                  |                  |  |   |                                |             |             |  |   |                 |       |       |  |
|  | E7               | Pittsburgh Riverhounds SC      | 0                |                                |   |                    |                  |                  |  |   |                                |             |             |  |   |                 |       |       |  |
|  | E7               | Pittsburgh Riverhounds SC      | 0                |                                |   |                    |                  |                  |  |   |                                |             |             |  | E | Rhode Island FC | 0     |       |  |
|  |                  |                                |                  |                                |   |                    |                  |                  |  |   |                                |             |             |  | E | Rhode Island FC | 0     |       |  |
|  |                  |                                | O                | Colorado Springs Switchback    | 3 |                    |                  |                  |  |   |                                |             |             |  |   |                 |       |       |  |
|  | O1               | New Mexico United              | O                | Colorado Springs Switchback    | 3 | 2                  |                  |                  |  |   |                                |             |             |  |   |                 |       |       |  |
|  | O1               | New Mexico United              |                  |                                |   |                    |                  |                  |  |   |                                |             |             |  |   |                 |       |       |  |
|  | O8               | Phoenix Rising FC              | 1                |                                |   |                    |                  |                  |  |   |                                |             |             |  |   |                 |       |       |  |
|  | O8               | Phoenix Rising FC              | 1                |                                | O | New Mexico United  | 0                |                  |  |   |                                |             |             |  |   |                 |       |       |  |
|  |                  |                                |                  |                                | O | New Mexico United  | 0                |                  |  |   |                                |             |             |  |   |                 |       |       |  |
|  |                  |                                | O                | Las Vegas Lights Football Club | 1 |                    |                  |                  |  |   |                                |             |             |  |   |                 |       |       |  |
|  | O4               | Las Vegas Lights Football Club | O                | Las Vegas Lights Football Club | 1 | 0 (3)              |                  |                  |  |   |                                |             |             |  |   |                 |       |       |  |
|  | O4               | Las Vegas Lights Football Club |                  |                                |   |                    |                  |                  |  |   |                                |             |             |  |   |                 |       |       |  |
|  | O5               | Sacramento Repúblic FC         | 0 (2)            |                                |   |                    |                  |                  |  |   |                                |             |             |  |   |                 |       |       |  |
|  | O5               | Sacramento Repúblic FC         | 0 (2)            |                                |   |                    |                  |                  |  | O | Las Vegas Lights Football Club | 0           |             |  |   |                 |       |       |  |
|  |                  |                                |                  |                                |   |                    |                  |                  |  | O | Las Vegas Lights Football Club | 0           |             |  |   |                 |       |       |  |
|  |                  |                                | O                | Colorado Springs Switchback    | 1 |                    |                  |                  |  |   |                                |             |             |  |   |                 |       |       |  |
|  | O3               | Memphis 901 FC                 | O                | Colorado Springs Switchback    | 1 | 0                  |                  |                  |  |   |                                |             |             |  |   |                 |       |       |  |
|  | O3               | Memphis 901 FC                 |                  |                                |   |                    |                  |                  |  |   |                                |             |             |  |   |                 |       |       |  |
|  | O6               | Orange County SC               | 1                |                                |   |                    |                  |                  |  |   |                                |             |             |  |   |                 |       |       |  |
|  | O6               | Orange County SC               | 1                |                                | O | Orange County SC   | 1                |                  |  |   |                                |             |             |  |   |                 |       |       |  |
|  |                  |                                |                  |                                | O | Orange County SC   | 1                |                  |  |   |                                |             |             |  |   |                 |       |       |  |
|  |                  |                                | O                | Colorado Springs Switchback    | 2 |                    |                  |                  |  |   |                                |             |             |  |   |                 |       |       |  |
|  | O2               | Colorado Springs Switchback    | O                | Colorado Springs Switchback    | 2 | 2                  |                  |                  |  |   |                                |             |             |  |   |                 |       |       |  |
|  | O2               | Colorado Springs Switchback    |                  |                                |   |                    |                  |                  |  |   |                                |             |             |  |   |                 |       |       |  |
|  | O7               | Oakland Roots SC               | 0                |                                |   |                    |                  |                  |  |   |                                |             |             |  |   |                 |       |       |  |
|  | O7               | Oakland Roots SC               | 0                |                                |   |                    |                  |                  |  |   |                                |             |             |  |   |                 |       |       |  |
|  |                  |                                |                  |                                |   |                    |                  |                  |  |   |                                |             |             |  |   |                 |       |       |  |

Observación: 
- la letra E al inicio del cuadro de desarrollo indica que los clubes pertenecen a la Conferencia Este.
- la letra O al inicio del cuadro de desarrollo indica que los clubes pertenecen a la Conferencia Oeste.

### Conferencia Este

#### Octavos de final
| 2 de noviembre de 2024 | Louisville City FC                 | 3:2     | North Carolina FC                 | Lynn Family Stadium, Louisville, Kentucky                   |                                                             |
| 19:30 EDT              | - Dia 20' - Davila 24' - Perez 54' | Reporte | - Anderson 11' - Washington 90+4' | Asistencia: 8.875 espectadores Árbitro(s): Matthew Corrigan | Asistencia: 8.875 espectadores Árbitro(s): Matthew Corrigan |

| 3 de noviembre de 2024 | Indy Eleven                | 2:3     | Rhode Island FC                 | IU Michael A. Carroll Track & Soccer Stadium, Indianapolis, Indiana |                                                               |
| 13:00 EST              | - Quinn 35' - Martínez 76' | Reporte | - Williams 19' (pen.), 38', 52' | Asistencia: 7.623 espectadores Árbitro(s): Joshua Encarnacion       | Asistencia: 7.623 espectadores Árbitro(s): Joshua Encarnacion |

| 2 de noviembre de 2024 | Detroit City Fútbol Club             | 1:1 (1:3 p.)               | Tampa Bay Rowdies (2008)                       | Keyworth Stadium, Hamtramck (Míchigan)                       |                                                              |
| 20:00 EDT              | - Moon 49' (a.g.)                    | Reporte                    | - Jennings 19'                                 | Asistencia: 7.183 espectadores Árbitro(s): Sergii Demianchuk | Asistencia: 7.183 espectadores Árbitro(s): Sergii Demianchuk |
|                        |                                      | Tiros desde el punto penal |                                                |                                                              |                                                              |
|                        | - Rodriguez - Murphy - Morris - Amoh |                            | - Arteaga - Pérez - Munjoma - Murphy - Doherty |                                                              |                                                              |

| 2 de noviembre de 2024 | Charleston Battery | 1:0     | Pittsburgh Riverhounds SC | Patriots Point Soccer Complex, Mount Pleasant (Carolina del Sur) |                                                           |
| 18:30 EDT              | - Markanich 8'     | Reporte |                           | Asistencia: 4.287 espectadores Árbitro(s): Nabil Bensalah        | Asistencia: 4.287 espectadores Árbitro(s): Nabil Bensalah |

#### Cuartos de final
| 9 de noviembre de 2024 | Louisville City FC | 0:3     | Rhode Island FC                  | Lynn Family Stadium, Louisville, Kentucky               |                                                         |
| 19:30 EDT              |                    | Reporte | - Williams 9', 78' - Dikwa 90+2' | Asistencia: 9.510 espectadores Árbitro(s): Elton García | Asistencia: 9.510 espectadores Árbitro(s): Elton García |

| 10 de noviembre de 2024 | Charleston Battery           | 2:1     | Tampa Bay Rowdies (2008) | Patriots Point Soccer Complex, Mount Pleasant (Carolina del Sur) |                                                          |
| 13:00 EST               | - Markanich 50' - Molloy 83' | Reporte | - Arteaga 30'            | Asistencia: 5.079 espectadores Árbitro(s): Matt Thompson         | Asistencia: 5.079 espectadores Árbitro(s): Matt Thompson |

#### Semifinales
| 16 de noviembre de 2024 | Charleston Battery | 1:2     | Rhode Island FC       | Patriots Point Soccer Complex, Mount Pleasant (Carolina del Sur) |                                                          |
| 17:00 EST               | - Torres 61'       | Reporte | - Yao 43' - Fuson 53' | Asistencia: 5.087 espectadores Árbitro(s): Calin Radosav         | Asistencia: 5.087 espectadores Árbitro(s): Calin Radosav |

### Conferencia Oeste

#### Octavos de final
| 3 de noviembre de 2024 | New Mexico United         | 2:1     | Phoenix Rising FC | Río Grande Credit Union Field at Isotopes Park, Albuquerque, New Mexico |                                                               |
| 18:00 TDM              | - Seymore 58' - Akale 85' | Reporte | - Varela 49'      | Asistencia: 11.447 espectadores Árbitro(s): Lorenzo Hernández           | Asistencia: 11.447 espectadores Árbitro(s): Lorenzo Hernández |

| 1 de noviembre de 2024 | Las Vegas Lights Football Club             | 0:0 (3:2 p.)               | Sacramento Repúblic FC                         | Cashman Field, Las Vegas, Nevada                        |                                                         |
| 19:30 PDT              |                                            |                            |                                                | Asistencia: 2.415 espectadores Árbitro(s): Elton García | Asistencia: 2.415 espectadores Árbitro(s): Elton García |
|                        |                                            | Tiros desde el punto penal |                                                |                                                         |                                                         |
|                        | - Bennett - Ngando - Gannon - Doody - Noël |                            | - Portillo - Viader - Cicerone - Ross - Felipe |                                                         |                                                         |

| 2 de noviembre de 2024 | Memphis 901 FC | 0:1 (t. s.) | Orange County SC | AutoZone Park, Memphis, Tennessee                         |                                                           |
| 13:00 CDT              |                | Reporte     | - Powers 116'    | Asistencia: 7.236 espectadores Árbitro(s): Ricardo Fierro | Asistencia: 7.236 espectadores Árbitro(s): Ricardo Fierro |

| 2 de noviembre de 2024 | Colorado Springs Switchback        | 2:0     | Oakland Roots SC | Weidner Field, Colorado Springs, Colorado               |                                                         |
| 18:00 (EST)            | - Henriquez 41' - Damus 56' (pen.) | Reporte |                  | Asistencia: 7.463 espectadores Árbitro(s): Abdou Ndiaye | Asistencia: 7.463 espectadores Árbitro(s): Abdou Ndiaye |

#### Cuartos de final
| 9 de noviembre de 2024 | New Mexico United | 0:1     | Las Vegas Lights Football Club | Río Grande Credit Union Field at Isotopes Park, Albuquerque, New Mexico |                                                           |
| 19:30 TDM              |                   | Reporte | - Bennett 86'                  | Asistencia: 10.049 espectadores Árbitro(s): Natalie Simon               | Asistencia: 10.049 espectadores Árbitro(s): Natalie Simon |

| 10 de noviembre de 2024 | Colorado Springs Switchback | 2:1 (t. s.) | Orange County SC | Weidner Field, Colorado Springs, Colorado                    |                                                              |
| 16:30 (EST)             | - Zandi 10', 105+1'         | Reporte     | - Zubak 4'       | Asistencia: 7.236 espectadores Árbitro(s): Lorenzo Hernández | Asistencia: 7.236 espectadores Árbitro(s): Lorenzo Hernández |

#### Semifinales
| 16 de noviembre de 2024 | Colorado Springs Switchback | 1:0     | Las Vegas Lights Football Club | Weidner Field, Colorado Springs, Colorado               |                                                         |
| 19:00 (EST)             | - Tejada 38'                | Reporte |                                | Asistencia: 8.023 espectadores Árbitro(s): Elton García | Asistencia: 8.023 espectadores Árbitro(s): Elton García |

### Final del campeonato
| 23 de noviembre de 2024 | Colorado Springs Switchback              | 3:0     | Rhode Island FC | Weidner Field, Colorado Springs, Colorado                 |                                                           |
| 10:00 (EST)             | - Tejada 22' - Henríquez 42' - Damus 53' | Reporte |                 | Asistencia: 8.023 espectadores Árbitro(s): Ricardo Fierro | Asistencia: 8.023 espectadores Árbitro(s): Ricardo Fierro |

### Campeón
| USL Championship 2024                  |
| -------------------------------------- |
| Bandera de Colorado                    |
| Colorado Springs Switchbacks 1º Título |